# Wienov zakon
Wienov zákon [vínov ~] (tudi Wienov zakon o premiku) je v fiziki zakon, po katerem je zmnožek valovne dolžine {\displaystyle \lambda _{0}} vrha spektralne gostote sevanja črnega telesa in njegove absolutne temperature {\displaystyle T} konstanten:
{\displaystyle \lambda _{0}T=k_{{\rm {W}},\lambda }\!\,.}
Sorazmernostna fizikalna konstanta:
{\displaystyle k_{{\rm {W}},\lambda }=2,897\,768\,5(51)\cdot 10^{-3}\ \mathrm {m\,K} \!\,}
je Wienova konstanta. V tej obliki konstanto označujejo tudi z {\displaystyle b\,}. Valovna dolžina vrha se zmanjšuje z naraščanjem temperature.
Za optične valovne dolžine je za enoto večkrat pripravno uporabljati nanometre namesto metrov. V tem primeru je konstanta enaka:
{\displaystyle k_{{\rm {W}},\lambda }=2,897\,768\,5(51)\cdot 10^{6}\ \mathrm {nm\,K} \!\,.}

## Razlaga in vsakdanji zgledi rabe
Zakon je leta 1893 odkril Wilhelm Wien na podlagi termodinamičnih privzetkov. Obravnaval je adiabatno razširjanje votline, ki je vsebovala svetlobno valovanje v toplotnem ravnovesju. Pokazal je, da se pri adiabatnem razširjanju ali zoževanju energija svetlobe spreminja na enak način kot frekvenca. To pomeni, da se frekvenca vrha spremeni s temperaturo. Wien ni obravnaval svoje konstante {\displaystyle k_{W}} kot novo osnovno konstanto narave. To je storil Planck. Za svoja odkritja v zvezi s sevalnimi zakoni toplote je Wien leta 1911 prejel Nobelovo nagarado za fiziko.
Po Wienovem zakonu je za toplejše telo valovna dolžina, pri kateri bo oddalo večino svojega sevanja, manjša. Največjo frekvenco se dobi, če se deli Wienovo konstanto z absolutno temperaturo.

### Svetloba s Sonca in Lune
Površinska temperatura, oziroma točneje efektivna temperatura, Sonca je 5775,9 K. Po Wienovem zakonu ta temperatura odgovarja vrhu izseva pri valovni dolžini:
{\displaystyle \lambda _{0}={\frac {2,8977685\cdot 10^{6}}{5777,9}}=501,5\ \mathrm {nm} \!\,.}
Ta valovna dolžina ne sovpada slučajno z najbolj občutljim delom vidne spektralne ostrine kopenskih živali. Tudi nočne živali in živali, ki lovijo v poltemi, zaznavajo svetlobo iz večerne svetlobe in z Lune, ki je odbita sončna svetloba z enako porazdelitvijo valovne dolžine. Tudi srednja valovna dolžina največje moči svetlobe zvezd v tem obsegu, saj je Sonce v sredini običajnega temperaturnega obsega zvezd.
V članku o barvi je opisan razpon, ki da belo svetlobo. Zaradi Rayleighovega sipanja modre svetlobe v ozračju se ta bela svetloba razdvoji, kar povzroči, da je nebo modro, Sonce pa rumeno.
Wienovo konstanto se lahko uporabi v različnih enotah.

### Svetloba iz razžarjenih žarnic in plamenov
Žarnica ima žarečo nitko z nekoliko nižjo temepraturo, ki da rumeno svetlobo. Kar je »vroče rdeče«, ima spet nižjo temperaturo. Ni težko izračunati, da ima lesni ogenj pri 1500 K vrh sevanja pri valovni dolžini:
{\displaystyle \lambda _{0}={\frac {3\cdot 10^{6}}{1500}}=2000\ \mathrm {nm} \!\,,}
ki se nahaja v infrardečem delu spektra, in ne v vidnem, ki sega nekako do 750 nm.

### Sevanje sesalcev in živega človeškega telesa
Sesalci pri približno 300 K sevajo pri 3 tisoč μm K / 300 K = 10 μm – zelo daleč v infrardečem delu. To je obseg infrardečih valovnih dolžin, ki ga zaznajo gadi ali pasivne IR-kamere.

### Valovna dolžina sevanja prapoka
Wienov zakon velja tudi za sevanje črnega telesa, ki izhaja iz prapoka. Če je Wienova konstanta približno 3 mm K in temperatura sevanja kozmičnega ozadja prapoka približno 3 K (oziroma 2,7 K), je razvidno, da je vrh mikrovalovnega ozadja neba pri 2,9 mm K / 2,7 K = malo nad 1 mm v mikrovalovnem delu. Zato mora biti mikrovalovna oprema za merjenje kozmičnega mikrovalovnega sevanja ozadja občutljiva na obeh straneh tega frekvenčnega obsega.

### Vrhovi svetlobnega toka črnih teles
Razpredelnica podaja vrhove izsevanega svetlobnega toka nekaterih idealiziranih črnih teles, oziroma stanj.
| {\displaystyle T} [ K ] | {\displaystyle \vartheta } [ °C ] | telo/stanje                                                                             | {\displaystyle \lambda _{0}} [ nm ] |
| ----------------------- | --------------------------------- | --------------------------------------------------------------------------------------- | ----------------------------------- |
| 0,0648                  | -272,935                          | svetlobni tok, ki ga še zazna človeško oko                                              | 4,472×107                           |
| 2,7277                  | -270,4223                         | kozmično mikrovalovno prasevanje ozadja                                                 | 1,062×106                           |
| 14,01                   | -259,14                           | tališče vezanega vodika                                                                 | 206.835,725                         |
| 184                     | -89                               | najnižja izmerjena temperatura na Zemlji (1983)                                         | 15.748,742                          |
| 273,15                  | 0                                 | led                                                                                     | 10.608,708                          |
| 288                     | 15                                | povprečna temperatura na Zemlji                                                         | 10.061,696                          |
| 298                     | 25                                | sobna temperatura                                                                       | 9724,055                            |
| 309,8                   | 36,8                              | povprečna temperatura človeškega telesa                                                 | 9353,675                            |
| 331                     | 58                                | najvišja izmerjena temperatura na Zemlji (1922)                                         | 8754,588                            |
| 394                     | 121                               | Sončev izsev na robu ozračja                                                            | 7354,742                            |
| 503                     | 230                               | vroče varilno jeklo                                                                     | 5760,971                            |
| 773                     | 500                               | vroča grelna naprava                                                                    | 3748,730                            |
| 798                     | 525                               | črno telo pri Draperjevi točki                                                          | 3631,289                            |
| 1273                    | 1000                              | rumeni plamen                                                                           | 2276,330                            |
| 1941                    | 1668                              | staljeni titan                                                                          | 1492,926                            |
| 2041,4                  | 1768,4                            | staljena platina                                                                        | 1419,501                            |
| 2773                    | 2500                              | žička svetilke                                                                          | 1044,994                            |
| 5776                    |                                   | Sončeva površina                                                                        | 501,5                               |
| 25.000                  |                                   | srednja temperatura Vesolja 10.000 let po prapoku                                       | 115,911                             |
| 15,7×106                |                                   | Sončevo jedro                                                                           | 0,185                               |
| 10×109                  |                                   | izbruh supernove                                                                        | 2,898×10−4                          |
| 140×1030                |                                   | * Planckova temperatura mikročrne luknje * temperatura Vesolja 500 · 10-42 s po prapoku | 2,070×10−26                         |

## Frekvenčna oblika
S frekvenco {\displaystyle \nu \,} ima Wienov zakon obliko:
{\displaystyle {\frac {\nu _{0}}{T}}={\frac {xk_{\rm {B}}}{h}}=k_{{\rm {W}},\nu }\!\,,}
kjer je Wienova konstanta:
{\displaystyle k_{{\rm {W}},\nu }=5,878\,933(10)\cdot 10^{10}\ \mathrm {s^{-1}\,K^{-1}} \!\,}
in {\displaystyle x\approx 2,821439...} konstanta, ki izhaja iz numerične rešitve enačbe za maksimum, {\displaystyle k_{\rm {B}}\,} Boltzmannova konstanta, h Planckova konstanta in T absolutna temperatura. V tej obliki konstanto označujejo tudi z {\displaystyle b'\,}.

## Izpeljava
Wien je prvič izpeljal zakon leta 1893 s pomočjo zakonov termodinamike za elektromagnetno valovanje. Kot je značilno za termodinamske privzetke, Wienova izpeljava določa funkcionalno obliko povezav, ne določa pa vrednosti Wienove konstante za valovne dolžine in frekvence. Adiabatna invarianta energija/frekvenca je le funkcija adiabatne invariante frekvence/temperature:
{\displaystyle u(k_{\rm {B}},T)/\nu =F(\nu /T)\!\,}
Obliko funkcije F se danes pozna iz Planckovega zakona za sevanje črnega telesa:
{\displaystyle F(\nu /T)={\frac {1}{e^{h\nu /(k_{\rm {B}}T)}-1}}\approx {\frac {1}{e^{h\nu /(k_{\rm {B}}T)}}}\!\,.}
Danes se običajno Wienov zakon izpelje iz Planckovega zakona, saj na ta način da račun tudi izraza za Wienovi konstanti, izraženi z osnovnimi konstantami. Wien je za funkcijo F privzel eksponentno obliko, kar je Wienov približek, približek za velike frekvence. Ne glede na to kakšno obliko ima F, je lega vrha porazdelitve kot funkcije frekvence strogo sorazmerna s T. 
Za običajno obliko krivulje črnega telesa je treba energijo pomnožiti z gostoto pri dani frekvenci {\displaystyle \nu }:
{\displaystyle \mathrm {d} ^{3}k=4\pi |k|^{2}\mathrm {d} |k|\propto \nu ^{2}\mathrm {d} \nu \!\,,}
tako da je ta gostota sorazmerna s kvadratom frekvence. Celotni energiji na enoto frekvence se prišteje {\displaystyle \nu ^{2}} da se dobi celotno energijo pri frekvenci {\displaystyle \nu }:
{\displaystyle u(\nu ,T)\propto \nu ^{3}F(\nu /T)\!\,.}
Ta izraz za gostoto s frekvenco se lahko s spremebo spremenljivk pretvori v gostoto z valovno dolžino:
{\displaystyle u(\nu ,T)\mathrm {d} \nu =u(\lambda ,T)\mathrm {d} \lambda \!\,.}
Ker je {\displaystyle \nu =c/\lambda }, se dobi dodatni faktor {\displaystyle \mathrm {d} \nu /\mathrm {d} \lambda =c/\lambda ^{2}}:
{\displaystyle u(\lambda ,T)\propto {\frac {1}{\lambda ^{5}}}F(c/\lambda T)\!\,.}
Različni spremenljivki dodata le potenčni člen pred funkcijo F. Poljubna funkcija U ima obliko:
{\displaystyle U(x)=x^{a}F(x/T)\!\,.}
Lego maksimuma ali minimuma fukcije U določa njen odvod, ki se ga enači z nič:
{\displaystyle 0={\frac {\mathrm {d} U}{\mathrm {d} x}}=ax^{a-1}F(x/T)+{\frac {x^{a}}{T}}{\frac {\mathrm {d} F(x/T)}{\mathrm {d} x}}\!\,.}
Člen {\displaystyle x^{a-1}} se poniči, tako da je:
{\displaystyle aF(x/T)+{\frac {x}{T}}{\frac {\mathrm {d} F(x/T)}{\mathrm {d} x}}=0\!\,.}
To je enačba za {\displaystyle x/T}, tako da je minimum ali maksimum U v neki določeni vrednosti {\displaystyle x/T}, in x je vedno strogo sorazmeren s T. To je zakon o premiku vrha – lega vrha je sorazmerna s temperaturo, ne glede na to ali je gostota izražena z valovnim številom, frekvenco, obratno vrednostjo valovne dolžine ali s katerikoli spremenljivko, kjer je jakost pomnožena s potenco te spremenljivke.
Točna številčna lega vrha porazdelitve je odvisna od tega kako se jo obravnava – ali z valovnim številom, na enoto frekvence, na enoto valovne dolžine, saj ima potenčni zakon pred funkcijo F različne oblike.

### Oblika za valovne dolžine
Spektralna gostota črnega telesa je po Planckovem zakonu enaka:
{\displaystyle u(\lambda ,T)={\frac {2\pi hc^{2}}{\lambda ^{5}}}{\frac {1}{e^{hc/(k_{\rm {B}}T\lambda )}-1}}\!\,.}
Išče se vrednost za {\displaystyle \lambda }, kjer ima funkcija maksimum. Odvaja se funkcijo {\displaystyle u(\lambda ,T)} po {\displaystyle \lambda } in enači z 0:
{\displaystyle {\frac {\partial u}{\partial \lambda }}=8\pi hc\left({\frac {hc}{k_{\rm {B}}T\lambda ^{7}}}{\frac {e^{hc/(k_{\rm {B}}T\lambda )}}{\left(e^{hc/(k_{\rm {B}}T\lambda )}-1\right)^{2}}}-{\frac {1}{\lambda ^{6}}}{\frac {5}{e^{hc/(k_{\rm {B}}T\lambda )}-1}}\right)=0\!\,.}
Po urejanju se dobi:
{\displaystyle {\frac {hc}{k_{\rm {B}}T\lambda }}{\frac {1}{1-e^{-hc/(k_{\rm {B}}T\lambda )}}}-5=0\!\,.}
Če se uvede novo spremenljivko:
{\displaystyle x\equiv {\frac {hc}{k_{\rm {B}}T\lambda }}\!\,,}
se dobi:
{\displaystyle {\frac {x}{1-e^{-x}}}-5=0\!\,.}
Enačbo se ne da rešiti na elementaren način. Reši se jo s pomočjo Lambertove funkcije W. Rešitev je:
{\displaystyle x=5+W\left({\frac {-5}{e^{5}}}\right)=4,965114231744276\ldots \!\,.}
Wienov zakon ima tako obliko:
{\displaystyle \lambda _{0}T={\frac {hc}{xk_{\rm {B}}}}=0,20140525\ldots {\frac {hc}{k_{\rm {B}}}}=2,89776829\ldots \cdot 10^{-3}\ \mathrm {m\,K} }.

### Oblika za frekvence
Podobno se dobi frekvenčno obliko iz Planckovega zakona za frekvence:
{\displaystyle u(\nu ,T)={\frac {2\pi h\nu ^{3}}{c^{2}}}{\frac {1}{e^{h\nu /(k_{\rm {B}}T)}-1}}\!\,.}
Odvaja se funkcijo {\displaystyle u(\nu ,T)} po {\displaystyle \nu } in enači z 0:
{\displaystyle {\frac {\partial u}{\partial \nu }}={\frac {2\pi h}{c^{2}}}\left({\frac {3\nu }{e^{h\nu /(k_{\rm {B}}T)}-1}}-{\frac {h\nu ^{2}}{k_{\rm {B}}T}}{\frac {e^{h\nu /(k_{\rm {B}}T)}}{\left(e^{h\nu /(k_{\rm {B}}T)}-1\right)^{2}}}\right)=0\!\,.}
Če se uredi, se dobi:
{\displaystyle 3-{\frac {h\nu }{k_{\rm {B}}T}}{\frac {1}{1-e^{-h\nu /(k_{\rm {B}}T)}}}=0\!\,}
in uvede se novo spremenljivko:
{\displaystyle x={\frac {h\nu }{k_{\rm {B}}T}}\!\,,}
kar da:
{\displaystyle 3-{\frac {x}{1-e^{-x}}}=0\!\,.}
Rešitev je podobna:
{\displaystyle x=3+W\left({\frac {-3}{e^{3}}}\right)=2,821439372122079\ldots \!\,,}
Wienov zakon pa ima obliko:
{\displaystyle {\frac {\nu _{0}}{T}}={\frac {xk_{\rm {B}}}{h}}=5,87893280\ldots \cdot 10^{10}\ \mathrm {s^{-1}\,K^{-1}} \!\,.}

## Značilnosti
Ker ima spekter v Planckovem zakonu različno obliko za frekvenco in valovno dolžino, frekvenčni vrhovi ne ustrezajo vrhovom valovnih dolžin s preprosto zvezo med frekvenco, valovno dolžino in hitrostjo svetlobe:
{\displaystyle c=\lambda \nu \!\,.}
Tako velja:
{\displaystyle {\frac {c}{\lambda _{0}\nu _{0}}}>1\!\,}
in:
{\displaystyle {\begin{aligned}{\frac {c}{\lambda _{0}\nu _{0}}}&={\frac {c}{k_{{\rm {W}},\lambda }\,k_{{\rm {W}},\nu }}}={\frac {5+W\left(-5/e^{5}\right)}{3+W\left(-3/e^{3}\right)}}\\&=1,759780586\ldots \!\,.\\\end{aligned}}}
Wienovi konstanti sta:
{\displaystyle k_{{\rm {W}},\lambda }={\frac {c_{2}}{5+W\left(-5/e^{5}\right)}}\!\,,}
{\displaystyle k_{{\rm {W}},\nu }=\left[3+W\left(-3/e^{3}\right)\right]{\frac {c}{c_{2}}}\!\,,}
izraženi z drugo sevalno konstanto:
{\displaystyle c_{2}={\frac {hc}{k_{\rm {B}}}}\!\,.}